# Jean Frellon II
Jean Frellon II, Frelon, Freslon ou Frelle, est un imprimeur-libraire lyonnais, né au début du XVIe siècle et mort en 1570.

## Biographie

### Un imprimeur lyonnais formé à Bâle
Il est peut-être neveu ou fils d'un autre Jean Frellon plus âgé, libraire à Paris, surnommé Jean Frellon I.Avant 1538, il exerce le métier de commis chez l’imprimeur Conrad Roesch à Bâle. Il se rendit dans cette ville soit pour se former dans le commerce de la librairie, soit pour s’éloigner de Paris dont ses opinions calvinistes lui rendaient le séjour périlleux. Mais ils avaient pu vivre à Cologne aussi, par la description de ses ouvrages avec Sous l’écu de Cologne.
Sa présence est signalée à Lyon en 1536, rue Mercière à l’Écu de Cologne, mais elle est probablement antérieure. Jean Frellon sollicite alors son frère François comme associé, dont le nom est inscrit à partir de 1537 sur les publications de l’Écu de Cologne, et disparaît en 1546, époque probable de sa mort. Le nom de François est toujours placé au second rang de la raison sociale et ne se rencontre jamais isolément, sans doute parce qu'il est le benjamin de la fratrie. Après avoir eu des enfants d'un premier mariage, il épouse en secondes noces Pernette de Harsy.
Jean Frellon occupa une belle situation à Lyon. Il fut recteur puis trésorier de l’Aumône générale et les recherches ne laissent aucun doute sur le rattachement de Jean Frellon aux idées nouvelles de l’Église réformée. Il a travaillé avec les imprimeurs Jean Barbou alias « le Normand », les frères Melchior et Gaspar Trechsel, Guillaume Rouillé, Balthazar Arnoullet, Michel Du Bois et surtout avec Antoine Vincent.

### Acquis à la Réforme
Pour assurer la pureté de leurs textes, les Frellon s’entourèrent toujours de savants correcteurs. Jean Frellon, ami de Michel Servet et de Jean Calvin, n'hésitait pas à leur servir d'intermédiaire. Ainsi, lorsque Servet publia Cristianismi restitutio (La restitution du Christianisme) à Vienne, en Dauphiné, il facilita sa circulation
Lors du procès pour hérésie de Michel Servet, Jean Frellon fait une déposition le 23 mai 1553, dans laquelle il indique que « Michel de Villeneuve [Michel Servet] corrigea et annota plusieurs livres pour lui (Jean Frellon), entre autres des traités de grammaire et une mystérieuse Somme espagnole. Il a été postulé qu'il s'agissait d'une traduction espagnole de la Somme théologique de Saint-Thomas d'Aquin.
González Echeverria réfute cette hypothèse, soulignant que cette oeuvre n'est traduite dans la langue de Cervantès qu'au XIXe siècle et Michel Servet ne parle jamais de Saint Thomas.
Après 1553, date de la mort de Michel Servet, Jean Frellon céda son imprimerie et son matériel à Michel Du Bois, qui imprimera presque uniquement pour Antoine Vincent, l'un de ses anciens associés.

### Marques d'imprimeur et œuvre éditoriale
Les Frellon eurent deux genres de marques bien différents. La « Justice » est employée surtout au début de leur carrière, à l’époque où ils latinisent leur nom en Frellaei. Ils utilisent ensuite le « Crabe et la mite » avec la devise en latin de Matura (dépêche-toi en français) qui apparaît vers 1540, deux ans avant l’année où ils commencèrent à indiquer leur sous la forme Frellonii.
L’œuvre des Frellon est remarquable surtout par les livres à figures, maintes fois réédités, dont leurs relations avec Bâle - et aussi avec les frères Trechsel - leur avaient permis d’importer les beaux bois gravés, pour la plupart, d’après les dessins de Hans Holbein le Jeune. Il faut aussi signaler les lettres capitales, artistiquement gravées, dignes de rivaliser avec les plus beaux livres de Jean de Tournes auxquels ils ressemblent à s’y méprendre.
À la mort de Jean Frellon, Antoine de Harsy prit la direction de la maison de son beau-frère dont il adopta la marque du Crabe et la mite avec la devise Matura.